# Монетний двір (Херсонес)

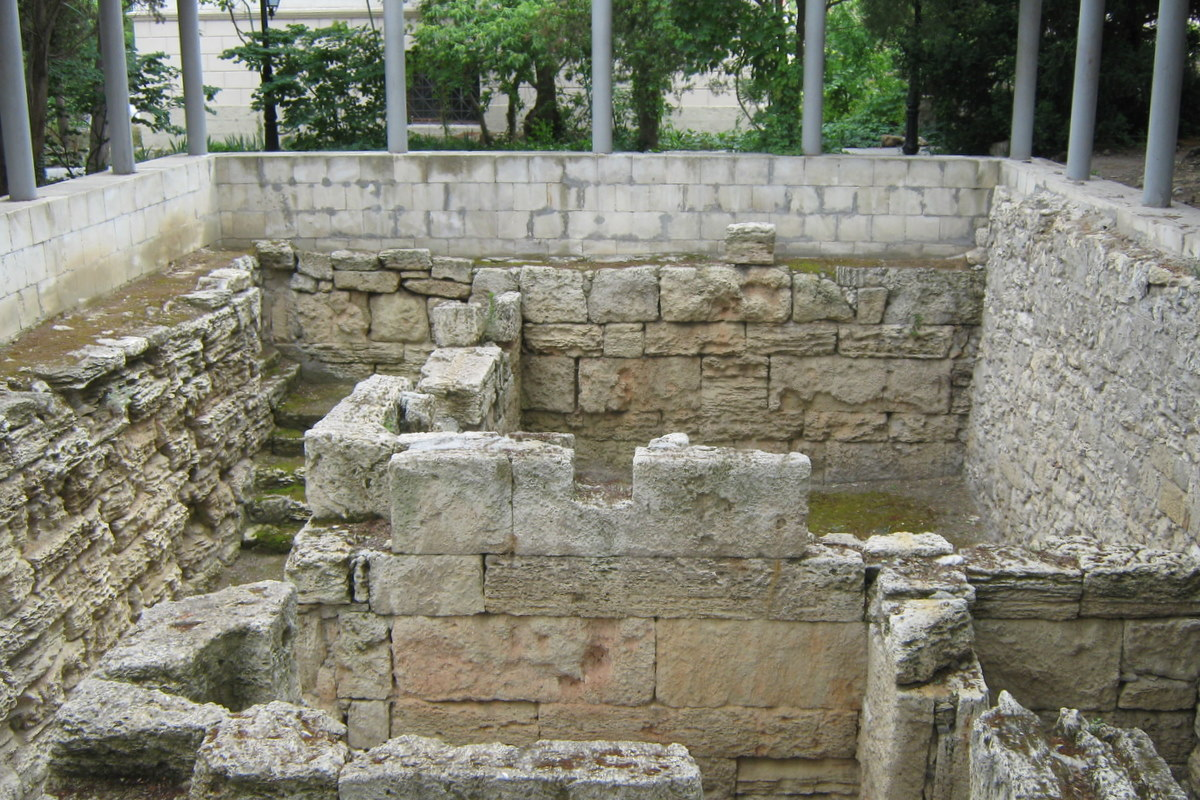
Руїни монетного двору в Херсонесі

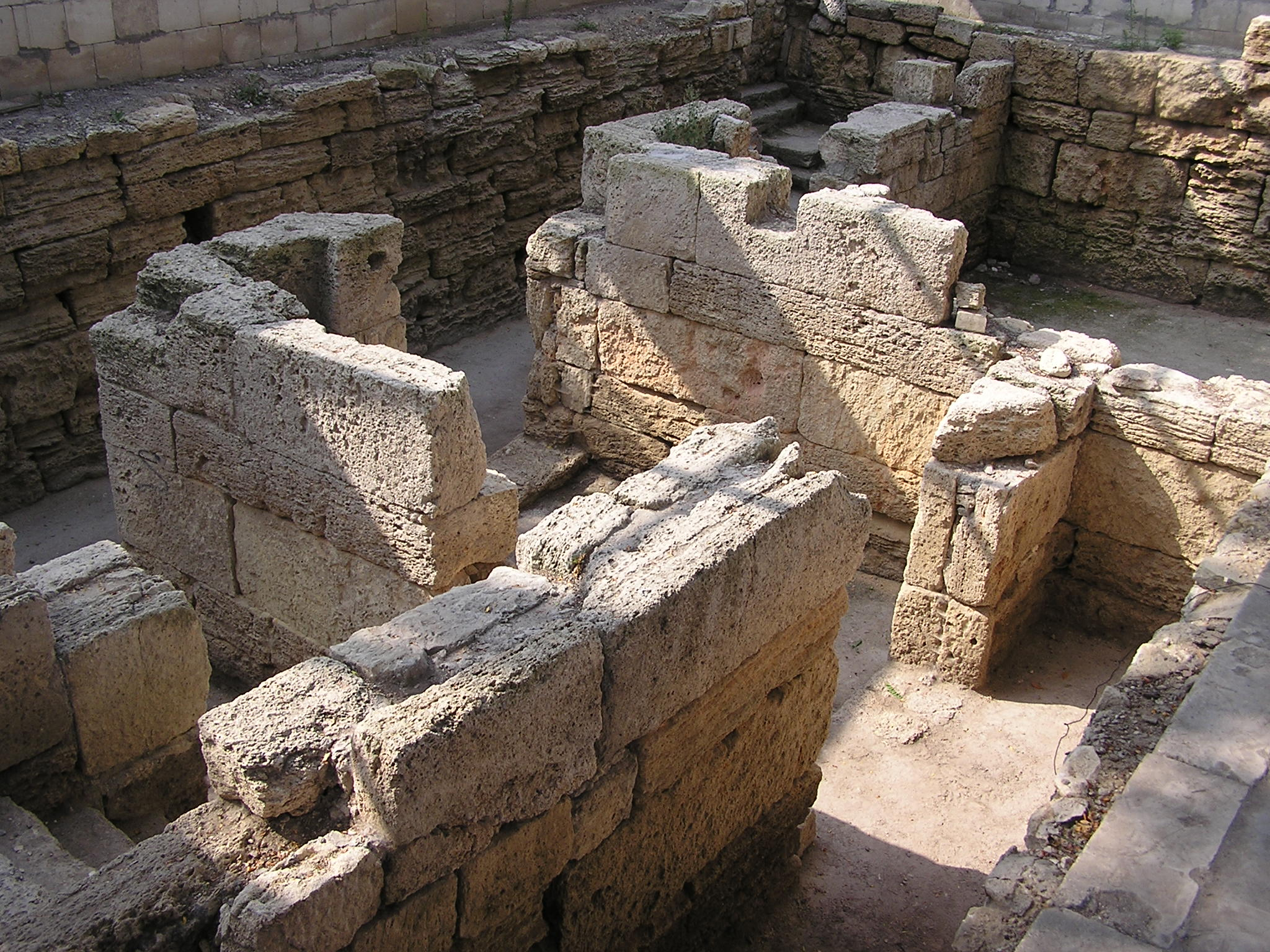

Схема монетного двору

Монетний двір — умовна назва споруди в давньогрецькому місті Херсонес Таврійський, в одному з підвальних приміщень якої було знайдено 43 заготовки для карбування бронзових монет. Монетний двір датується IV–III ст. до н. е. й був розкопаний в 1904 році.

## Архітектура двору
Стіни Монетного двору в Херсонесі було складено з велетенських кам'яних блоків — квадрів, що з'єднувалися без розчину, лише за рахунок власної ваги, і так щільно, що між ними неможливо просунути лезо ножа. Підвали будівлі монетного двору величезні: ділянка, відкрита для туристів, складає лише малу частку цих підземель, що були розкопані та знову засипані ще в XIX столітті.
Зараз видно чотири приміщення підвального поверху, з'єднані між собою довгим коридором. З нього нагору вели двоє кам'яних сходів, одні з яких виходили на подвір'я, інші — в одне з приміщень на першому поверсі. На місці монетного двору, що згорів під час пожежі, згодом була споруджена велика житлова садиба.

## Монетна справа в Херсонесі
Карбування монет в Херсонесі почалося ще в 390–380 роках до н. е. випуском першої серії, що складалася зі срібних та мідних монет. На їхньому аверсі зображено голову покровительки міста богині Діви у кекрифалі (різновид головного убору), а на реверсі — рибу та палицю. Перша серія монет складалася зі срібних (тетробол, діобол, геміобол) та мідних (халк та лепта) номіналів. На Херсонеських монетах зображали також Артеміду Партенос, Геракла, Херсонаса (сакральне уособлення всієї міської громади Херсонеса), квадриги, воїнів, інші часом досі не розшифровані символи. Власні монети херсонесити карбували спершу за перською ваговою системою.
У 300–280 рр. до н. е. на херсонеському монетному дворі почалося карбування повновартісних срібних номіналів — тетрадрахм (бл. 13,7 г) та дідрахм (бл. 6,6 г), при карбуванні яких дотримувалися норми хіоської монетної системи.
Для херсонеської монетної системи типовим було поєднання двох монетно-вагових систем — хіоської (родоської) та перської.
Близько 100—90 рр. до н. е. було припинено карбування срібних монет. Остання серія драхм зі зображенням голови Діви на аверсі та її ж постаті, яка цілиться в лань, — на реверсі, подібна до тогочасних монет Боспорського царства. Надалі монети у Херсонесі карбувалися переважно з неблагородних металів, головним чином, з міді, але також із золота.
Новий етап розвитку монетного карбування Херсонесу припадає на період римсько-боспорської війни 45 р. н. е. На херсонеських монетах стали карбувати зображення богині перемоги — Ніке. У той же час (47 та 49 рр.) було випущено невелику кількість золотих статерів із головою божества Херсонас та змією на аверсі та постаттю лані — на реверсі.
За часів імператора Клавдія (41—54 рр.) основним номіналом були ассарії. На них карбували рік емісії за херсонеською ерою (перший рік херсонеської ери припадав на 24 р. до н. е.). За часів Нерона та Веспасіана монетна справа Херсонесу дещо занепала й відродилася за часів імператора Тита (79—81 рр.). Тоді знову стали карбувати датовані золоті статери та мідні тетрассарії.
Доміціан, брат і наступник Тита, продовжував монетарну політику свого попередника: випускались ті ж монетні номінали, з таким самим зовнішнім виглядом. За часів короткого правління Нерви (96—98 рр.) у монетні справі Херсонесу не відбулося великих змін, так само й за Траяна відбулася емісія лише невеликої кількості тетрассаріїв та статерів (бл. 107 р.). За Адріана в Херсонесі карбували лише золотий статер (бл. 134 р.).
Близько 145 р. правителі Боспору та імператор Антонін Пій надали Херсонесу права вільного міста (цей статус місто зберегло до 268 р.). Цей час прийнято називати періодом «другої елевтерії». Монети Херсонесу в цей час — чотири мідні номінали: тетрассарій (аверс — голова божества Херсонас, реверс богиня Діва та лань), трессіс (аверс — Асклепій, реверс — Гігея), дупондій (богиня Діва та лань, реверс — бик) та ассарій (аверс — богиня Діва або Херсонас, реверс — богиня Ніке або Херсонас). Найбільше було накарбовано тетрассаріїв, які випускалися впродовж усього періоду «другої елевтерії».
Так званий фемний період історії Херсонесу є останнім етапом монетного карбування епохи середньовіччя. Феми — військово-адміністративні області на чолі з стратегом, який призначався імператором. Типовим для цього періоду монетної справи Херсонеса є виготовлення монетних кружків технікою лиття.
Кінець X — початок XI ст. був позначений бурхливими військово-політичними подіями в Херсонесі, що позначилося на монетній справі міста — у 1034–1067 рр. Херсонес був позбавлений права монетної регалії, і лише за часів Олексія Комнена (1081–1118 рр.) тут у місті виготовлено досить багато литих мідних монет з монограмою «ро». Ці монети були останньою емісією Херсонесу.